# 昭和アホ草紙あかぬけ一番!
『昭和アホ草紙 あかぬけ一番!』（しょうわアホぞうし あかぬけいちばん）は、亜月裕による日本の少女漫画作品、およびそれを原作とするタツノコプロ制作のテレビアニメである。

## 概要
集英社『週刊マーガレット』に1985年17・18合併号から1987年まで連載された。単行本は全9巻。連載当時のタイトルは『昭和アホ草紙』で、アニメ化に際してタイトルが変更された。

## ストーリー
北海道の中学校を卒業した丹嶺幸次郎は、東京の私立暁高校へ入学するために上京する。幼い時から一緒に育った、人語を解するオカマチックな変態馬・ヒカリキンと共に。その目的は…なんと、「東京のあかぬけた女の子のパンツをみること」だった!そして入学式の日、幸次郎はさっそく、夢に見たあかぬけた女の子・一の瀬雪華と出会う。その夜、住まいであるおじさんの家のガレージに唐突にUFOが出現した。降りてきた宇宙幼稚園児・レルから、家に住まわせる代わりに、全ての力を100倍にする「ミラクルベルト」を手に入れる。しかし「アホタリ」の幸次郎は、ミラクルベルトの能力を正義や人助けのために使えることに気づきもせず、雪華のパンツを見るために使おうと妄想するのだったが…。

## 登場人物
丹嶺 幸次郎（）
声 - 井上和彦、荒川美奈子（少年時代）
私立暁高校へ入学するために北海道から上京してきた少年。「東京のあかぬけた女の子のパンツをみること」が青春であり夢であり「あこがり（あこがれ）」。「アカぬけてる」という言葉をなにかにつけて口にする。容姿はライバルの奥志賀と比較しても遜色ないのだが、かなり思い込みが激しく、スケベでおっちよこちょいの「アホタリ」。一年間で遠足や運動会より大大大好きなのは、「身体検査の日」だという。全ての力を100倍にする「ミラクルベルト」を手に入れたことで、ミラクルヒーローに変身し、騒動を巻き起こす。ヒカリキンは「幸（こう）ちゃん」と呼ぶ。誕生日は1月1日だが本人は獅子舞のしし座だと思っていた。
一の瀬 雪華（）
声 - 本多知恵子、野崎貴美子（少女時代）
私立暁高校1年雪組で、幸次郎のクラスメイト。誕生日は8月3日。幸次郎や奥志賀が一目惚れしてしまうほどの美少女。実は悪役プロレスラーB・B（ブラックベア）マスクの娘で、小学校5年生のとき、「女子レスリング小・中学生リトルマッチ」で優勝したことがある。しかしこのことで失恋してしまうなどの嫌な思いもしており、これらの事実を隠してきた。性格は普段はおしとやかだが、時に血が騒いで凶暴な一面をみせる。ミス暁をきっかけにクラスメートにプロレス好きであることを知られてしまうが、クラスメートからは逆に賞賛された。
ヒカリキン
声 - 玄田哲章
生まれた時から幸次郎と一緒の馬。父親はケーバ界で有名だったタマヒカル。幸次郎は「キン公」と呼ぶ。人語を解し、家事もこなし、朝は幸次郎よりも2時間早起きして弁当を持たせてくれる。なぜかオカマチックで、雪華をライバル視している。二足歩行時、しばしば股間にモザイク処理がかかる。馬ではあるがニンジンが嫌い。ウェーデルン星の染色体変換装置に人間の姿金賀 光（）になったこともある。
レル
声 - 三浦雅子
宇宙の彼方、ウェーデルン星の王子。フルネームはレル・ボーゲン。4歳で趣味はメカ遊び、特技は発明。幸次郎（のおじさん）の家に居候する代わりに、ミラクルベルトを渡した。頭についている触覚状のものはレーダー、ミラクルベルトと空が自由に飛べるアトムブーツを装備。頭脳の発達は地球人の100万倍。地球には、最初に出会った地球人を題材に「ミラクルベルトと地球人」のレポートを書くという幼稚園の宿題をやるために来たのだが、ガス欠のために幸次郎の家に不時着した。あかつき幼稚園の菜々子に一目ぼれし、恋仲になる。
レルに限らず、ウェーデルン星人は語尾に「だに」をつけて話すのが特徴。
奥志賀 道成（）
声 - 小杉十郎太
私立暁高校1年雪組で、幸次郎のクラスメイト。成績トップで入学。女生徒達にも人気があり、雪華によると顔もまぁまぁの85点。雪華に一目惚れし、幸次郎とはライバルに。幸次郎たちが起こす騒動に巻き込まれてしまうことが多い。父親は建築家で、母親は元女優だが、父のオカルト趣味のためにオカルトハウスになっている。
斑尾 歩（）
声 - 村山明
幸次郎達のクラス、1年雪組の担任。担当は世界史。世の中で一番好きなものは「薬師丸ひろ子」、一番嫌いなものは「薬師丸ひろ子の良さがわからない人間の心」という思考を持つ男。薬師丸ひろ子のビデオを見て夜更かししてしまうこともある。菜々子の父で、薬師丸ひろ子にそっくりだった妻に先立たれ、男手一つで育てている。後に再婚する。
斑尾 菜々子（）
声 -  松島みのり
あかつき幼稚園に通う、斑尾の娘。誕生日は8月3日。父に負担をかけないように良い子にしているが、結構ずけずけと物を言ったり、いじめっ子にはキツイ反撃をしたりする。嫌いなものはいかの塩辛。
パラ・ボーゲン
声 - 鈴置洋孝、小滝進（第22話）
レルの兄。レルによると、ウェーデルン星始まって以来の変わり者らしい。スキンヘッド。
アニメでは最終回で、時間を戻す装置に勢い余った操作をしてしまい、その結果、時間を一年も戻してしまう。
一の瀬 強力（）
声 - 内海賢二
雪華の父で、悪役プロレスラーB・B（ブラックベア）マスクの正体。雪華にレスリングを教えた。ミラクルヒーロー状態の幸次郎には新車を破壊されたり、勘違いで袋だたきにされたりとさんざんな目に遭わされてしまう。
丹嶺 萬（）
声 - 京田尚子
幸次郎の祖母。馬の産婆で、ヒカリキンやタマヒカル、そして幸次郎も取り上げた。なんか200歳まで長生きしそうに見えると雪華は思った。自由闊達で、幸次郎も全く頭が上がらない。北海道から幸次郎のアカ抜けた東京生活を見に来た際、大騒動を巻き起こした。
篝川 瑠璃（）
声 - 富沢美智恵
毎年ミス暁に選ばれている美女。3年風組。実は4年前、「女子レスリング小・中学生リトルマッチ」で雪華に敗れた、元リングネーム「錦ルル」。そのことが原因でレスリングを捨てたが、心と身体は四角いジャングルを求めて叫び続けていた。
石打 ワタル（）
声 - 難波圭一
幸次郎のクラスメイト。大人しくて目立たないが真面目で、奥志賀には及ばないものの成績は優秀。しかし家族は代々秀才揃いで、祖父母・父母・兄・姉すべて国立T大ストレート。そのことで祖父からプレッシャーをかけられる。
ウェーデルン星・シュテム幼稚園の面々
担任のストック先生、同級生のソックス、ワッペン、ミトン、プリム。プリムは女の子で、レルが菜々子を好きなのを知ってやきもちを焼く。
八方 リカ（）
声 - 鳳芳野
名字はアニメのみ。篝川親衛隊隊長。篝川瑠璃に憧れ、尊敬、崇拝する。篝川の手足となって働くが、失敗を連発しまくるため、しばしば怒られている。
バービー/ 白馬メリイ（）〈アニメ〉
声 - 大塚智子
篝川親衛隊。

## アイテム
ミラクルベルト
身につけると全ての力を100倍にする。その力は、ベルトのMマークを押し、わずか0.1秒でミラクルスーツを装着してミラクルヒーローに変身することで発動する。変身の際は、体が自然に華麗な「○ミ印（マルミじるし）」ミラクルポーズをとる。しかしその効果は15分しかなく、一度使用すると、再度変身するには10時間のインターバルを必要とする。また木の枝にかけた状態でボタンを押すと木が変身してしまう。
幸次郎のスーツはオートズーム機能が故障しているが、アホタリには少し壊れているぐらいが丁度いいということで、幸次郎には内緒にされている。
アニメ最終回では地球人に興味を持ったウェーデルン星人によって、変身時間制限のなくなった「フルタイム変身可能な新型ベルト」が街中にバラまかれた。このタイプはおそらく自動的にエネルギーが回復していくタイプで、力を使いすぎて回復が追い付かずスーツのエネルギーが尽きれば変身が解けてしまうおそれがある。

## テレビアニメ
1985年10月7日から1986年3月24日までテレビ朝日系列局（一部を除く）で毎週月曜 19時30分 - 20時00分（日本標準時）に放送。全22話。
タツノコプロ制作のアニメがテレビ朝日系で放送されるのは、テレビ朝日が日本教育テレビ（NETテレビ）を名乗っていた時代の『ゴワッパー5 ゴーダム』（第23話までは朝日放送、第24話からはNETテレビが製作局）以来9年ぶりのことで、テレビ朝日に改組してからは本作が初である。本作の放送開始直前に終了したのが『炎のアルペンローゼ ジュディ&ランディ』（フジテレビ土曜18:30枠）であり、本作と2作品続けてタツノコプロによる少女漫画のアニメ化が行われた。
アイキャッチは第10話までは回ごとのものになっていたが、第11話から視聴者のイラストを紹介する形式になった。
1997年7月1日には、ピンク・クロウズが歌うオープニング主題歌『いきなりWant You!』が7インチレコードで500枚限定で再発リリースされた。
2002年3月には、パイオニアLDCから初の映像ソフト化となる、全22話を収録したDVD-BOXが発売された。

### スタッフ
- 製作 - 吉田健二
- 原作 - 亜月裕
- 企画 - 九里一平、井上明（タツノコプロ）、内間稔（読売広告社）
- シリーズ構成 - 小山高男（現・小山高生）
- キャラクターデザイン - 浜崎博嗣
- メカニックデザイン - アンモナイト
- 音楽 - 渡辺俊幸
- 制作担当 - 石川光久
- 文芸担当 - 関島眞頼
- オープニングアニメーション - 本橋秀之
- 美術監督 - 佐藤広明
- 撮影監督 - 橋本和典
- プロデューサー - 宇都宮恭三（テレビ朝日）、大野実（読売広告社）、由井正俊（タツノコプロ）
- チーフディレクター - うえだひでひと
- 動画作監 - 木村信一、華房泰堂 他
- 色指定 - 渡辺範子 他
- 検査 - 運上的、戸塚千尋、川田正幸、松沢雅美 他
- 美術担当 - 田原優子 他
- 背景 - みにあ〜と 他
- 特殊効果 - 村上正博、朝沼清良 他
- 撮影 - アニメフレンド 他
- 編集 - 三木幸子、厨川治彦
- 進行 - 中村正雄、川崎取子 他
- 録音制作 - ザックプロモーション
- 録音ディレクター - 清水勝則
- 録音 - 中村修
- 録音助手 - 蒲原英一、しばぜん
- 効果 - 佐々木純一、野口透（アニメサウンドプロダクション）
- 現像 - IMAGICA
- エンディングアニメーション - 奥田万里
- 制作協力 - 読売広告社
- 制作 - テレビ朝日、タツノコプロ

### 主題歌
オープニングテーマ「いきなりWant You!」
作詞 - エピ / 作曲 - ジージョ / 編曲・歌 - ピンク・クロウズ
エンディングテーマ「ちょっと告白」
作詞 - 冬杜花代子 / 作曲 - 長沢ヒロ / 編曲 - 渡辺俊幸 / 歌 - 橋本美加子
最終話はアイキャッチ同様に視聴者のイラストを紹介する専用のものになった。
※テーマソングのEPレコードは、オープニング・エンディング共々ワーナー・パイオニアから発売された。

### 各話リスト
| 話数 | 初回放送日     | サブタイトル                     | 脚本     | 絵コンテ          | 演出           | 作画監督 |
| ---- | -------------- | -------------------------------- | -------- | ----------------- | -------------- | -------- |
| 1    | 1985年 10月7日 | ミラクル!花の100倍超能力         | 小山高男 | うえだひでひと    | うえだひでひと | 浜崎博嗣 |
| 2    | 10月14日       | 見えない!?見える!?身体検査       | 小山高男 | 貞光紳也          | 貞光紳也       | 井口忠一 |
| 3    | 10月21日       | 愛のウェスタンラリアート!        | 菅良幸   | 義野利幸          | 小林哲也       | 水村十司 |
| 4    | 10月28日       | ひ・み・つナイショにしてネ       | 菅良幸   | 片山一良          | 茂木知里       | 井口忠一 |
| 5    | 11月4日        | ミス学園!夢の水着デスマッチ      | 照井啓司 | 澤井幸次          | 澤井幸次       | 浜崎博嗣 |
| 6    | 11月18日       | レルの愛情べんとーだに!          | 中弘子   | 上村修            | 小林哲也       | 林隆文   |
| 7    | 11月25日       | 生か死か!?合格ラインは90点       | 山田隆司 | 貞光紳也          | 貞光紳也       | 水村十司 |
| 8    | 12月2日        | インケンじいさんの異常な体験     | 小山高男 | 久保多美子        | 茂木知里       | 加藤茂   |
| 9    | 12月9日        | 勝てるか!?変着できない幸次郎     | 菅良幸   | 義野利幸          | 小林哲也       | 浜崎博嗣 |
| 10   | 12月16日       | 強いぞ!輪ゴムで動く巨大ロボ      | 中弘子   | 貞光紳也          | 貞光紳也       | 井口忠一 |
| 11   | 12月23日       | さよならレル!涙のプレゼント      | 照井啓司 | 久保多美子        | 茂木知里       | 水村十司 |
| 12   | 1986年 1月6日  | 必笑!百倍パワーでかけもちデート  | 中弘子   | 澤井幸次          | 澤井幸次       | 井口忠一 |
| 13   | 1月13日        | ラグビーに負けたら女生徒全員転校 | 山田隆司 | 茂木知里 小林哲也 | 小林哲也       | 浜崎博嗣 |
| 14   | 1月20日        | 大変身!超ハンサム人間ヒカリキン  | 菅良幸   | 貞光紳也          | 茂木知里       | 西城隆詞 |
| 15   | 1月27日        | パワフルばあちゃんの原宿マン遊記 | 小山高男 | 久保多美子        | うえだひでひと | 井口忠一 |
| 16   | 2月3日         | 目標50万円!アルバイト大作戦      | 照井啓司 | 澤井幸次          | 澤井幸次       | 水村十司 |
| 17   | 2月10日        | まぼろしの購買部めだか屋を救え   | 菅良幸   | うえだひでひと    | 小林哲也       | 井口忠一 |
| 18   | 2月17日        | レルのいじわるガールフレンド     | 小山高男 | うえだひでひと    | うえだひでひと | 浜崎博嗣 |
| 19   | 2月24日        | タンネの日記…ムフ!ついにユカと   | 中弘子   | 久保多美子        | 茂木知里       | 西城隆詞 |
| 20   | 3月3日         | キン公のハッタリ仮病パニック!    | 小山高男 | 澤井幸次          | 澤井幸次       | 井口忠一 |
| 21   | 3月10日        | 幸次郎の バック・トゥ・ザ13年前  | 菅良幸   | 久保多美子        | 小林哲也       | 浜崎博嗣 |
| 22   | 3月24日        | パニック! ヒーローだらけの暁町   | 小山高男 | うえだひでひと    | 茂木知里       | 後藤隆幸 |

### 放送局
放送日時は個別に出典が掲示されているものを除き、1986年2月中旬 - 3月上旬時点のものとする。
| 放送期間                      | 放送時間           | 放送局             | 対象地域       | 備考                                                 |
| ----------------------------- | ------------------ | ------------------ | -------------- | ---------------------------------------------------- |
| 1985年10月7日 - 1986年3月24日 | 月曜 19:30 - 20:00 | テレビ朝日         | 関東広域圏     | 制作局                                               |
|                               |                    | 北海道テレビ       | 北海道         |                                                      |
|                               |                    | 東日本放送         | 宮城県         |                                                      |
|                               |                    | 福島放送           | 福島県         |                                                      |
|                               |                    | 新潟テレビ21       | 新潟県         |                                                      |
|                               |                    | 静岡けんみんテレビ | 静岡県         | 現・静岡朝日テレビ                                   |
|                               |                    | 名古屋テレビ       | 中京広域圏     |                                                      |
|                               |                    | 朝日放送           | 近畿広域圏     | 現・朝日放送テレビ                                   |
|                               |                    | 瀬戸内海放送       | 香川県・岡山県 |                                                      |
|                               |                    | 広島ホームテレビ   | 広島県         |                                                      |
|                               |                    | 九州朝日放送       | 福岡県         |                                                      |
|                               |                    | 鹿児島放送         | 鹿児島県       |                                                      |
|                               |                    | 秋田テレビ         | 秋田県         | 放送当時フジテレビ系列とテレビ朝日系列のクロスネット |
| 不明                          | 日曜 6:15 - 6:45   | 山梨放送           | 山梨県         | 日本テレビ系列                                       |
|                               | 月曜 16:55 - 17:25 | 南海放送           | 愛媛県         | 日本テレビ系列                                       |
|                               | 金曜 17:00 - 17:30 | 熊本放送           | 熊本県         | TBS系列                                              |